# The First Take
The First Take (estilizado como THE F1RST TAKE), (español: La Primera Toma) es un canal japonés de YouTube que invita a los cantantes a interpretar una canción grabada en una sola toma.

## Concepto
Los videos de The First Take se filman en un estudio, alternando entre planos medios y primeros planos de solo el cantante y un micrófono, con un fondo que suele ser blanco. El metraje se graba en resolución 4K con audio de alta calidad. Según el director creativo Keisuke Shimizu, se pide a los cantantes que traten la filmación como una actuación en vivo, El escritor Patrick St. Michel de The Japan Times señala que el éxito de The First Take demuestra un cambio en las preferencias musicales del público, sugiriendo que «El pop cuidado está fuera y la autenticidad, o al menos la apariencia de autenticidad, está de moda».
The First Take es una marca registrada de Sony Music Entertainment Japan.

## Historia
El 15 de noviembre de 2019, el canal publicó su primer video con «Narratage» de Adieu. El 6 de diciembre, la interpretación de la canción «Gurenge» de LISA se volvió viral y obtuvo más vistas que el video musical original de la canción, y se le atribuye la popularización del canal. Varias grabaciones del canal están disponibles digitalmente; en particular, la interpretación de Dish de «Neko» alcanzó el puesto 11 en el Billboard Japan Hot 100 y también se ubicó en el puesto 28 en la lista de fin de año. A septiembre de 2021, han aparecido en el canal 192 videos y 109 personas o grupos; cuatro videos tienen más de 100 millones de reproducciones: «Gurenge», «Neko», «Dry Flower» de Yuuri y «Yoru ni Kakeru» de Yoasobi.
Como respuesta al estado de emergencia por la pandemia de COVID-19, varios videos en 2020 fueron filmados dentro de la casa del cantante y titulados «The Home Take». En junio de 2020, la banda de chicos surcoreana Stray Kids interpretó «Slump» (versión japonesa) en el canal, convirtiéndose en los primeros artistas extranjeros y coreanos en aparecer, y fue el primer video filmado de forma remota. El grupo apareció nuevamente para interpretar «Mixtape: Oh» en octubre de 2021, marcando la primera canción no japonesa que se presentó en el canal.
En febrero de 2022, la cantautora Ai interpretó su canción «Aldebarán», convirtiéndose en la primera artista estadounidense solista en aparecer en el canal. El primer grupo estadounidense en aparecer en el canal fue Pentatonix en enero de 2021. El 1 de abril, el canal publicó su primera grabación con personajes no humanos, los muppets de Sesame Street Elmo, Julia y Cookie Monster, quienes interpretaron «Ue o Muite Aruko» con los miembros de Hinatazaka46 Shiho Katō, Hinano Kamimura y Mikuni Takahashi. En junio, el cantante inglés Harry Styles apareció en el episodio 225 interpretando «Boyfriends». Styles fue uno de los pocos artistas occidentales que aparecieron en el canal. En septiembre de 2022, la cantante canadiense Avril Lavigne interpretó «Complicated» en el canal.
En enero de 2023, la integrante de Hololive Production, Hoshimachi Suisei, interpretó su canción «Stellar Stellar», y se convirtió en la primera VTuber en actuar en el canal.
En abril de 2023, el intérprete colombiano Maluma participó en los episodios 310 y 313 interpretando sus canciones «Hawái» y «Junio» y se convirtió en el primer artista musical hispanoparlante y también de Latinoamérica en actuar en el canal.